# Rabarbar tangucki
Rabarbar tangucki (Rheum tanguticum Maxim. ex Balf.) – gatunek rośliny z rodziny rdestowatych (Polygonaceae Juss.). Występuje naturalnie w Chinach – w prowincjach Gansu, Qinghai oraz Shaanxi, a także w Tybetańskim Regionie Autonomicznym. 

## Morfologia
PokrójBylina dorastająca do 150–200 cm wysokości.
LiścieMają kształt od owalnego do niemal okrągłego. Mierzą 30–60 cm długości. Blaszka liściowa jest pierzasto-sieczna na brzegu, o niemal sercowatej nasadzie i ostrym wierzchołku. Gatka jest błoniasta.
KwiatyZebrane w wiechy, rozwijają się na szczytach pędów. Listki okwiatu mają okrągły kształt i czerwonopurpurową barwę, mierzą 2–3 mm długości.
OwoceMają podłużny kształt, osiągają 8–10 mm długości.

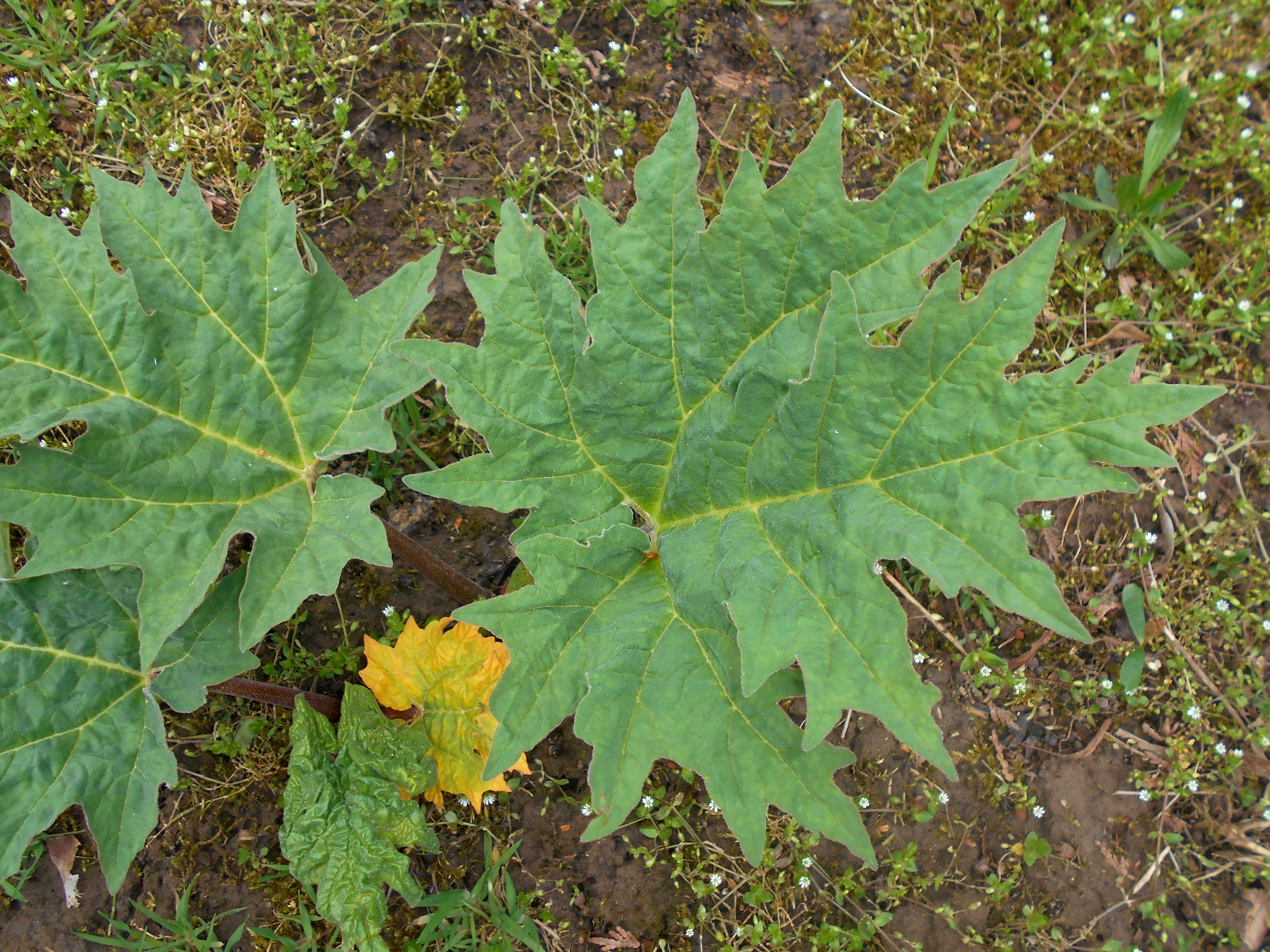
Liść
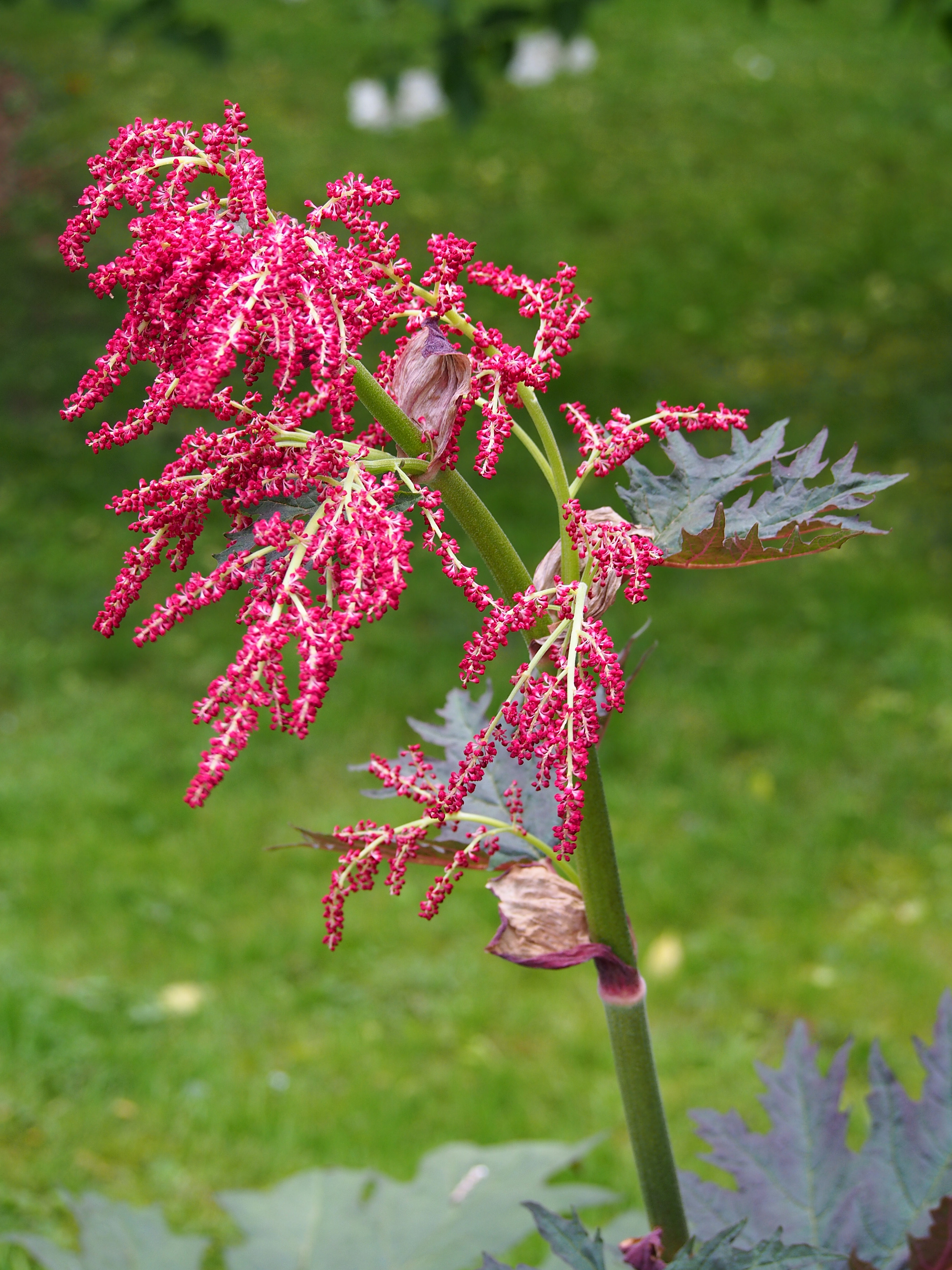
Kwiatostan

## Biologia i ekologia
Rośnie na murawach. Występuje na wysokości od 1600 do 3000 m n.p.m. Kwitnie w czerwcu.